# 萊維C形曲線

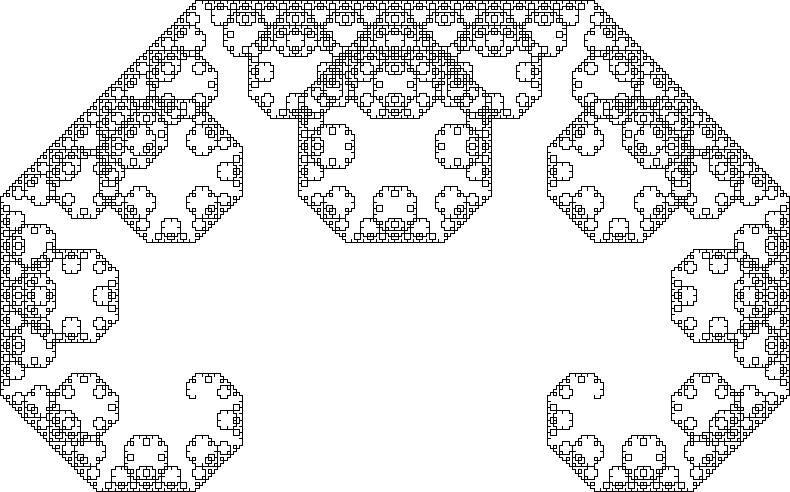
點擊這裡即可觀看萊維C形曲線的生成過程

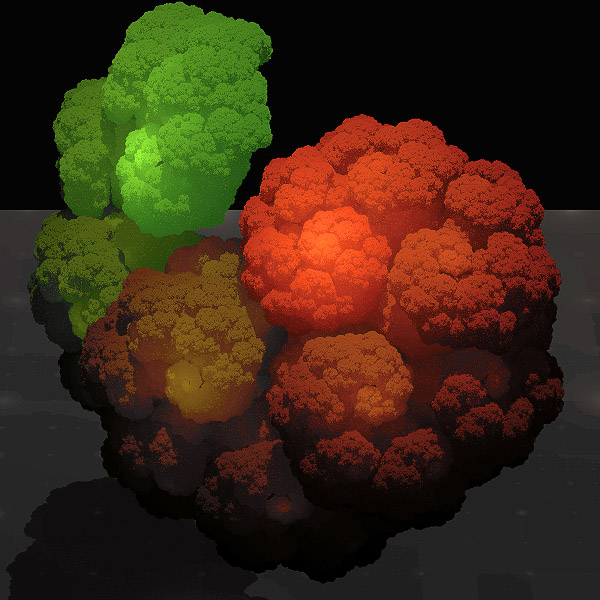
三維版本

萊維C形曲線（Lévy C curve）是個自我相似的分形，最先由保羅·皮埃爾·萊維在1938年的論文Plane or Space Curves and Surfaces Consisting of Parts Similar to the Whole描述和觀察。
這曲線的豪斯多夫維數是2，邊界的維數則是1.934007183。

## 構造
C形曲線由一條直線開始；使用該線為斜邊，一個等腰直角三角形在上面建立。原本的線由三角形的兩邊取代。
第二階段，該兩條線上各建立一個新的直角等腰三角形，然後又被新三角形的另外兩邊取代。
以後的階段，每條直線都會被在它上面建立的直角等腰三角形的另外兩條邊取而代之。經過n個階段，這個曲線由2n條直線組成，每條邊的長度都是原本的線的長度的2n/2分之一。
經過「無限」次過程而形成的碎形曲線就是雷維C形曲線。
以L系統記述：
變數: F
常數: + -
公理: F
規則: F → +F--F+
- F ： 向前
- - ： 左轉45°
- + ： 右轉45°

## 變體
標準的C形曲線使用45°的等腰三角形構成。C形曲線的變體就使用非45°的等腰三角形構成。
當角度少於60°時，每個階段建立的新線都少於它所取代的，所以構造過程仍趨向有限的曲線。當角度少於45°時，分形會沒這麼曲。